# Епачик
Епачик (исп. Yepachic) — посёлок в Мексике, штат Чиуауа, входит в состав муниципалитета Темосачик. Численность населения, по данным переписи 2010 года, составила 750 человек.

## История
Поселение было основано в 1677 году иезуитами Томасом Гвадалахарой и Хосе Тардой для евангелизации народа пима.

## Фотографии

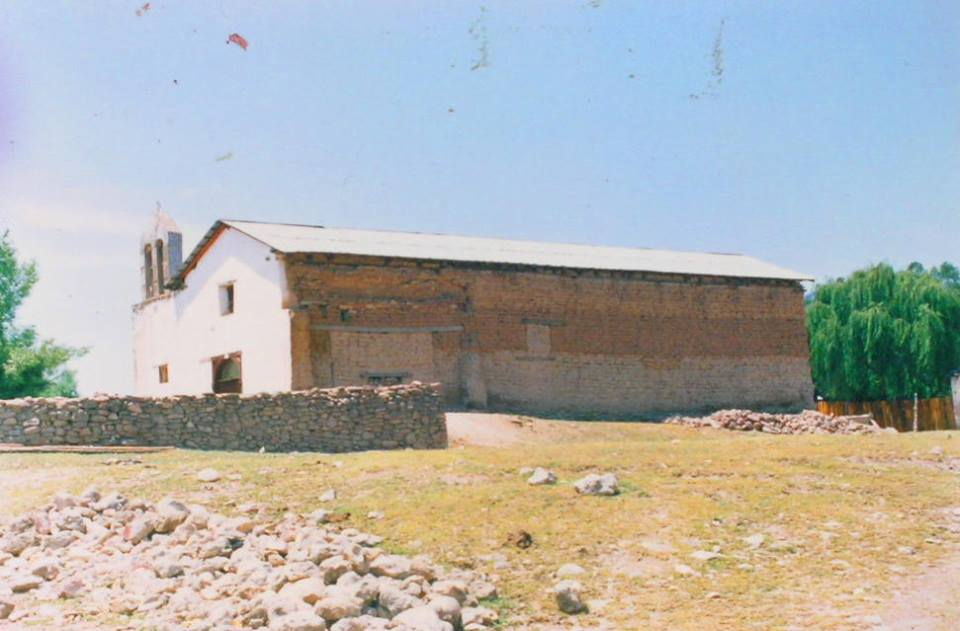
Церковь в Епачике
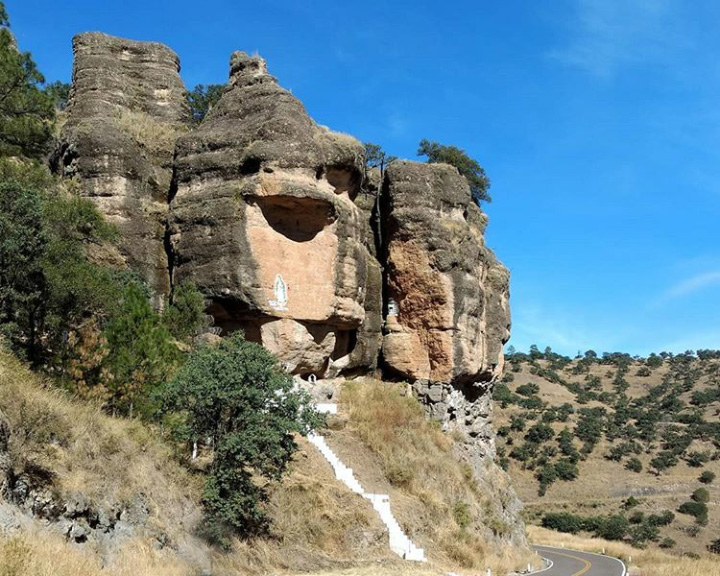
Алтарь Девы Марии в горе